# Marant
Marant (Aussprache [maˈʁɑ̃]) ist eine französische Gemeinde mit 69 Einwohnern (Stand: 1. Januar 2022) im Département Pas-de-Calais in der Region Hauts-de-France. Sie gehört zum Arrondissement Montreuil und ist Mitglied im Gemeindeverband Communauté de communes des 7 Vallées. Die Einwohner werden Marantais und Marantaises genannt.
Marant grenzt im Nordwesten an Neuville-sous-Montreuil, im Nordosten an Aix-en-Issart, im Südosten an Marenla und im Südwesten an Marles-sur-Canche.

## Bevölkerungsentwicklung
| Jahr      | 1962 | 1968 | 1975 | 1982 | 1990 | 1999 | 2008 | 2014 |
| --------- | ---- | ---- | ---- | ---- | ---- | ---- | ---- | ---- |
| Einwohner | 107  | 105  | 83   | 77   | 86   | 86   | 68   | 88   |